# 31. август
31. август (31.08.) је 243. дан у години по грегоријанском календару (244. у преступној години). До краја године има још 122 дана.

## Догађаји
- 1056 — Након изненадне болести пар дана раније, византијска царица Теодора је умрла без наследника, чиме је изумрла Македонска династија.
- 1290 — Краљ Едвард I објавио је прокламацију о прогону Јевреја из Енглеске.
- 1876 — Дворска клика сменила је турског султана Мурата V под изговором да је луд, неколико месеци након што је дошао на власт и довела на престо његовог брата Абдула Хамида II.
- 1887 — Основан је Стрељачки савез Србије, 36 година после формирања прве стрељачке дружине. Савез је 1909. постао члан Међународне стрељачке уније, а стрелци из Србије су први пут учествовали на међународним такмичењима у Лондону и Хамбургу.
- 1888 — У Лондону је пронађено тело Мери Ен „Поли“ Николс прве жртве Џека Трбосека.
- 1897 — У Базелу почиње Први светски ционистички конгрес. Посланици које је сазвао аустријски новинар Теодор Херцл захтевали су успостављање јеврејске државе у Палестини. Двадесет година касније почели су преговори циониста и Велике Британије о поседу у Палестини у оквиру британског мандата.
- 1902 — Почеле Антисрпске демонстрације у Загребу.
- 1907 — У Петрограду је потписан енглеско-руски споразум којим су Велика Британија и Русија поделиле интересне сфере у Персији, Авганистану и Тибету.
- 1920 — Прве радио вести емитоване су на станици 8MK у Детроиту у Мичигену.
- 1939 — Немачка је извела лажни напад на радио-станицу у Глајвицу, што јој је послужило као изговор да следећег дана нападне Пољску и започне Други светски рат у Европи.
- 1941 — Четници су после једнодневне борбе са Немцима ослободили Лозницу.
- 1944 — Совјетске трупе и тенкови ушле су, у Другом светском рату, у главни град Румуније, Букурешт, где су их грађани одушевљено поздравили.
- 1949 — Повлачењем Демократске армије Грчке у Албанију после њеног пораза на планини Грамос окончан је Грчки грађански рат.
- 1977 — Председник СФР Југославије Јосип Броз Тито допутовао је у прву посету Кини.
- 1980 — Пољски раднички лидери потписали су, након двомесечног штрајка, споразум са владом о праву на штрајк и признавању синдиката „Солидарност“, а Пољска је постала прва земља совјетског блока у којој је дозвољен рад једног независног синдиката.
- 1983 — У Манили је сахрањен вођа филипинске опозиције Бенињо Акина уз присуство више од милион људи. Убијен је десет дана раније на аеродрому у Манили приликом повратка из трогодишњег избеглиштва у САД, чиме је филипински диктатор Фердинанд Маркос уклонио најозбиљнијег противкандидата на изборима 1984.
- 1986 — Совјетски путнички брод Адмирал Нахимов је потонуо у Црном мору после судара са теретним бродом Пјотр Васев, при чему су погинуле 423 особе.
- 1994 — Трупе бившег СССР формално су окончале полувековно војно присуство у бившој Источној Немачкој и на Балтику, церемонијом којој су присуствовали председник Русије Борис Јељцин и канцелар Немачке Хелмут Кол.
- 1997 — У саобраћајној несрећи у Паризу погинула принцеза Дајана и њен пратилац Доди ел Фајед.
- 2001 — У пожару изазваном експлозијом у ноћном бару у токијском забавном кварту Кабучико погинуле су 44 особе, а више десетина је повређено.
- 2003 — Стравично невреме (праћено олујом, пљуском, и великим градом) погодило Зрењанин и причинило огромну материјалну штету. Повређено више десетина особа.
- 2005 — У стампеду на мосту ал Алјман у Багдаду погинуло је 1.199 особа.

## Рођења
- 1811 — Теофил Готје, француски књижевник. († 1872)
- 1870 — Марија Монтесори, италијанска лекарка и педагошкиња. († 1952)
- 1880 — Вилхелмина од Холандије, холандска краљица (1890—1948). († 1962)
- 1897 — Фредрик Марч, амерички глумац. († 1975)
- 1898 — Душан Матић, српски песник, писац, мислилац, есејиста и преводилац. († 1980)
- 1907 — Алтијеро Спинели, италијански политичар и политички теоретичар, заговорник европског федерализма. († 1986)
- 1908 — Вилијам Саројан, амерички књижевник и драматург. († 1981)
- 1910 — Петар Трифуновић, српско-хрватски шахиста. († 1980)
- 1928 — Џејмс Коберн, амерички глумац. († 2002)
- 1932 — Дубравка Нешовић, српска певачица. († 2019)
- 1935 — Росенда Монтерос, мексичка глумица. († 2018)
- 1945 — Ван Морисон, ирски музичар и музички продуцент.
- 1949 — Ричард Гир, амерички глумац.
- 1949 — Хју Дејвид Полицер, амерички физичар, добитник Нобелове награде за физику (2004).
- 1955 — Сеад Липовача, босанскохерцеговачки музичар, најпознатији као фронтмен и гитариста групе Дивље јагоде.
- 1970 — Никола Груевски, македонски политичар, 6. премијер Македоније.
- 1970 — Ранија ел Абдулах, јорданска краљица, супруга краља Абдулахa II од Јордана.[1]
- 1971 — Крис Такер, амерички глумац.
- 1974 — Андреј Медведев, руски тенисер.
- 1979 — Питер Лучак, аустралијски тенисер.
- 1982 — Пепе Рејна, шпански фудбалски голман.
- 1983 — Милан Бишевац, српски фудбалер.
- 1984 — Марко Банић, хрватски кошаркаш.
- 1986 — Едуардо де Фиори Мендес Каду, бразилски фудбалер.
- 1988 — Зека, грчки фудбалер.
- 1991 — Седрик Соарес, португалски фудбалер.
- 1999 — Миомир Кецмановић, српски тенисер.
- 2001 — Аманда Анисимова, америчка тенисерка.

## Смрти
- 1422 — Хенри V, енглески краљ. (рођ. 1387)
- 1795 — Франсоа-Андре Филидор, француски композитор и шахиста. (рођ. 1726).
- 1867 — Шарл Бодлер, француски песник. (рођ. 1821).
- 1920 — Вилхелм Вунт, немачки психолог, филозоф и лингвиста. (рођ. 1832).
- 1930 — Владан Ђорђевић, српски лекар, књижевник и политичар. (рођ. 1844).[2]
- 1948 — Андреј Жданов, совјетски политичар. (рођ. 1896)
- 1963 — Жорж Брак, француски сликар. (рођ. 1882)
- 1969 — Роки Марчано, амерички боксер. (рођ. 1923)
- 1973 — Џон Форд, амерички филмски режисер. (рођ. 1894).
- 1986 — Урхо Кеконен, фински политичар.
- 1986 — Хенри Мур, енглески вајар. (рођ. 1898)
- 1997 — Принцеза Дајана је погинула у саобраћајној несрећи. (рођ. 1961).[3]
- 2012 — Бакир Тановић, филмски режисер и продуцент.
- 2021 — Горан Обрадовић, српски фудбалер. (рођ. 1986)

## Празници и дани сећања
- 1957 — Малаја (Малезија) је стекла независност.
- 1962 — Тринидад и Тобаго су постали независна држава у оквиру Британског Комонвелта.
- 1991 — Узбекистан и Киргистан прогласили су независност од СССР, чиме се број република које су изашле из Совјетског Савеза попео на десет.
- Српска православна црква данас прославља:
  - [[Флор и Лавр]
  - Преподобни Јован Рилски